# 平惟継
平惟継（たいら の これつぐ、文永3年（1266年） - 康永2年（1343年）4月18日）は、鎌倉時代後期から南北朝時代にかけての公卿。初名は平惟兼。法名は宴儀。

## 官歴
- 弘安7年（1284年）：従五位上
- 正応2年（1289年）：正五位下
- 永仁5年（1297年）：中務権少輔
- 永仁6年（1298年）：宮内権大輔
- 正安4年（1302年）：兵部権大輔
- 嘉元3年（1305年）：勘解由次官
- 徳治3年（1308年）：蔵人、修理権大夫、正四位下
- 正和2年（1313年）：従三位
- 文保2年（1318年）：正三位
- 元応2年（1320年）：勘解由長官
- 元亨2年（1322年）：大宰大弐
- 元亨3年（1323年）：参議
- 正中2年（1325年）：刑部卿、左中弁、造東大寺長官
- 元徳元年（1329年）：従二位、太宰権帥
- 建武元年（1334年）：大蔵卿
- 建武2年（1335年）：文章博士
- 康永元年（1342年）：出家のため致仕

## 系譜
- 祖父：平兼親
- 父：平孝兼